# Memorial Cup 1924
Der Memorial Cup 1924 war die sechste Austragung des gleichnamigen Turniers. Teilnehmende Mannschaften waren als Meister ihrer jeweiligen Ligen die Owen Sound Greys (Ontario Hockey Association) und die Calgary Canadians (Calgary City Junior Hockey League). Der Turniermodus sah zwei Partien vor, in denen der Sieger ausschließlich anhand der erzielten Tore ermittelt wurde.
Die Owen Sound Greys gewannen nach zwei Spielen mit 7:5 Toren ihren ersten Memorial Cup. Das Turnier wurde im Shea’s Amphitheatre in Winnipeg ausgetragen.

## Ergebnisse
Das erste Spiel der Serie gewann Owen Sound dank je zwei Toren durch die zukünftigen National-Hockey-League-Spieler Cooney Weiland und Butch Keeling mit 5:3.
| 26. März 1924 | Owen Sound Greys | 5:3 (1:0, 2:2, 2:1) | Calgary Canadians | Shea’s Amphitheatre, Winnipeg |

Im zweiten Spiel lag Owen Sound nach dem ersten Spielabschnitt durch ein Tor von Cooney Weiland mit 1:0 in Führung, bevor die Calgary Canadians im zweiten Drittel dank zweier Tore von Irving Frew die Führung übernahmen. Im Schlussabschnitt traf noch George Elliott für die Greys und sicherte somit den Titelgewinn für sein Team.
| 28. März 1924 | Owen Sound Greys | 2:2 (1:0, 0:2, 1:0) | Calgary Canadians | Shea’s Amphitheatre, Winnipeg |

## Memorial-Cup-Sieger
Die Mannschaft der Owen Sound Greys bestand aus den Spielern James „Dutch“ Cain, George Elliott, Bev Flarity, Teddy Graham, Mel „Butch“ Keeling, H. Silverthorne, Headley Smith, Ralph „Cooney“ Weiland und E. „Shorty“ Wright. Der Manager des Teams war Jim Jamieson, trainiert wurde die Mannschaft von E. T. Hicks.